# Château de Tamworth
Le château de Tamworth est un château normand situé à Tamworth, dans le Staffordshire, en Angleterre.

## Histoire
Le site, qui surplombe la vallée de la Tame, est fortifié en 913 par Æthelflæd, dame de Mercie. Ce burh est remplacé par une motte castrale après la conquête normande de l'Angleterre, probablement sous l'autorité de William Despenser, à qui Guillaume le Conquérant a conféré Tamworth.
Après la mort de Despenser vers 1100, le château passe à la famille Marmion, qui le détient jusqu'à la fin du XIIIe siècle. À la mort de Philip Marmion (1241-1291), il revient à la famille Freville, puis à la famille Ferrers à la mort de Baldwin de Freville en 1423. Les Ferrers adaptent le château médiéval pour en faire une résidence de type Tudor.
Lors de la guerre civile anglaise, le château de Tamworth est pris par les armées parlementaires après deux jours de siège en juin 1643. Il se transmet dans plusieurs familles successives (les Shirley en 1688, les Compton en 1715, les Townshend en 1751) avant d'être vendu aux enchères en 1897. C'est la Tamworth Corporation (actuel Tamworth Borough Council) qui en fait l'acquisition et l'ouvre au public deux ans plus tard.